# 1921 Pala
Az 1921 Pala (ideiglenes jelöléssel 1973 SE) egy kisbolygó a Naprendszerben. Tom Gehrels fedezte fel 1973. szeptember 20-án.